# Världsscoutbyrån
Världsscoutbyrån  är det sekretariat som fullföljer Världsscoutkonferensens och Världsscoutskommitténs direktiv. Världsscoutbyrån administreras av generalsekreteraren, med hjälp av en liten stab av resurspersonal. Byråns personal hjälper föreningar att förbättra och bredda sin scouting genom att träna upp professionella och frivilliga, inrätta finanspolicyer och inkomsthöjande tekniker, förbättra gemensamma byggnader och procedurer, och assistera i att få ordning på de nationella scoutresurserna. 
Personalen hjälper även till att arrangera globala tillställningar såsom Jamboreer, uppmuntra regionala evenemang, och agerar som en länk mellan scoutrörelsen och andra internationella organisationer. 
Världsscoutsbyrån har sin sätesort i Kuala Lumpur, Malaysia och har fem regionala kanslier fördelade över världen (fram till 2023 var det sex regioner men då delades den Eurasiska regionen mellan Europa och APR): 
     Europeiska scoutregionen: Genève, Schweiz; Bryssel, Belgien
     Arabiska scoutregionen: Kairo, Egypten
     Afrikanska scoutregionen: Nairobi Kenya
     Stillahavs-asiatiska scoutregionen (APR): Makati Filippinerna
     Amerikanska scoutregionen: Panama City, Panama